# 深川英俊
深川 英俊（ふかがわ ひでとし、1943年 - ）は、日本の数学史家。1970年代から和算を研究し、国内外で和算や算額の紹介を行う。
福岡県北九州市出身。1963年に山口大学文理学部（数学）を卒業。愛知県立明和高等学校教諭。ブルガリア科学アカデミーでPh.D.を取得。2004年から名城大学理工学部非常勤講師。
1989年に、アメリカの数学者ダン・ペドー (Dan_Pedoe) との共著 How to resolve Japanese temple geometry problems? をカナダのC.B.R.Cから出版して幾何学関係の算額問題を紹介し、『日本の幾何――何題解けますか?』として翻訳される。その後、ダン・ソコロフスキー(Dan Sokolowsky)、トニー・ロスマン (Tony Rothman) との共著などで和算や算額を紹介する。

## 主な著作

### 単著
- 『愛知県算額集』愛知県郷土資料会、1976年。
- 『愛知県算額集 続』鳴海土風会、1980年[1][2]
- 『例題で知る日本の数学と算額』森北出版、1998年、ISBN 4-627-01641-7 。

### 共著
- How to resolve Japanese temple geometry problems?,1989.  日本語版『日本の幾何――何題解けますか?』森北出版、1991年。ISBN 4-627-01530-5 - ダン・ペドーとの共著
- 『日本の数学――何題解けますか? ねずみ算・油分け問題から微積分まで』森北出版、1994年。ISBN 978-4-627-01589-0 - ダン・ソコロフスキーとの共著。推薦文はフリーマン・ダイソン。平面幾何以外の問題が集められている。
- 『日本の数学――何題解けますか? 三角形・円・楕円などの幾何問題』森北出版、1994年。ISBN 978-4-627-01590-6 - ダン・ソコロフスキーとの共著。平面幾何の問題が集められている。
- 『折紙の数学―ユークリッドの作図法を超えて』森北出版、2002年。ISBN 978-4-627-016811 - ロベルト・ゲレトシュレーガー( Robert Geretshlager )との共著。
- Sacred Mathematics: Japanese Temple Geometry. Princeton: Princeton University Press, 2008.ISBN 978-0-691127453 。Tony Rothmanとの共著。本書は、2008年のPROSE Award（数学分野）を受賞している[3][4]。
- 上記の日本語版『聖なる数学：算額 世界が注目する江戸文化としての和算』森北出版、2010年。ISBN 978-4-627-01761-0

### 論文
- Algebraic Curves in Edo-Period, Historia Mathematica, 1987.

## 引用
1. ↑   国立国会図書館サーチ
2. ↑   The PROSE Awards
3. ↑    Princeton University Press